# Protea roupelliae
Protea roupelliae är en tvåhjärtbladig växtart. Protea roupelliae ingår i släktet Protea och familjen Proteaceae.

## Underarter
Arten delas in i följande underarter:
- P. r. hamiltonii
- P. r. roupelliae